# Holušice (Sedlice)
Holušice jsou vesnice, část města Sedlice v okrese Strakonice v Jihočeském kraji. Nachází se asi 3,5 kilometru východně od Sedlice. Je zde evidováno 61 adres. V roce 2011 zde trvale žilo 88 obyvatel.
Holušice leží v katastrálním území Holušice u Mužetic o rozloze 5,68 km².

## Historie
První písemná zmínka o vesnici pochází z roku 1450.

## Přírodní poměry
Jižně od vesnice se nachází přírodní rezervace Sedlická obora.

## Obyvatelstvo
| Rok            | 1869 | 1880 | 1890 | 1900 | 1910 | 1921 | 1930 | 1950 | 1961 | 1970 | 1980 | 1991 | 2001 | 2011 | 2021 |
| -------------- | ---- | ---- | ---- | ---- | ---- | ---- | ---- | ---- | ---- | ---- | ---- | ---- | ---- | ---- | ---- |
| Počet obyvatel | 357  | 334  | 344  | 315  | 303  | 321  | 301  | 194  | 203  | 192  | 140  | 93   | 75   | 88   | 66   |
| Počet domů     | 53   | 54   | 55   | 57   | 57   | 58   | 57   | 57   | 54   | 51   | 40   | 52   | 53   | 55   | 56   |

## Obecní správa
Při sčítání lidu v letech 1850–1886 Holušice byly osadou obce Mužetice v okrese Blatná. V letech 1887–1960 byly samostatnou obcí v okrese Blatná. V letech 1961–1975 byly znovu částí obce Mužetice v okrese Strakonice. Od 1. července 1975 jsou částí města Sedlice v okrese Strakonice.